# Sete igrejas do Apocalipse

Localização das igrejas na Ásia Menor

As Sete Igrejas do Apocalipse, também conhecidas como as Sete Igrejas da Ásia Menor, são as Igrejas das cidades mais importantes desta região no início do cristianismo, mencionadas no livro de Apocalipse (Apocalipse 2 e 3), no Novo Testamento. Atualmente, todas as ruínas destas antigas cidades encontram-se na Turquia. No Apocalipse, Jesus instrui o apóstolo João da seguinte forma:
| “ | «...O que vês, escreve-o num livro, e envia-o às sete igrejas: a Éfeso, a Esmirna, a Pérgamo, a Tiatira, a Sárdos, a Filadélfia e a Laodiceia.» (Apocalipse 1:11) | ” |

As sete igrejas citadas são:
- Éfeso (Apocalipse 2:1–7)
- Esmirna (Apocalipse 2:8–11)
- Pérgamo (Apocalipse 2:12–17)
- Tiatira (Apocalipse 2:18–29)
- Sardes (Apocalipse 3:1–6)
- Filadélfia (Apocalipse 3:7–13)
- Laodiceia (Apocalipse 3:14–22)

## Citação
Das sete igrejas em Apocalipse, temos:

### Éfeso
Seu nome significa desejável, sua localização era um ponto importante tanto militar como comercial.
Éfeso era a maior cidade da costa oeste da Ásia Menor. Como um centro de comércio marítimo e rodoviário da região, Éfeso era uma próspera comunidade urbana. No final do século I d.C. era a quarta maior cidade do Império Romano. Os romanos fizeram de Éfeso o centro administrativo da província da Ásia. O governador e outros oficiais de Roma entravam na província através do porto e conduziam muitos dos seus negócios na cidade. Renomados santuários religiosos, como o espaçoso teatro, e elegantes prédios públicos deram a Éfeso um lugar integral na vida cultural de toda região. Na metade do século I d.C., Paulo trabalhou em Éfeso por diversos anos.

### Esmirna
Esmirna era a principal cidade que disputava com Éfeso e Pérgamo a fama de ser chamada de maior cidade da Ásia. Ruas e edifícios se estendiam através do litoral que circundava as montanhas. Fontes emanavam com águas do aqueduto da cidade. Um teatro ficava numa das áreas mais altas da cidade e de lá se contemplava a parte mais baixa da cidade. Esmirna reivindica o título de berço do poeta Homero e construiu um relicário em sua honra. Uma biblioteca, ginásios, termas e um estádio contribuíam para a vida cultural de Esmirna. A cidade atraiu oradores, como Apolônio de Tiana no primeiro século, e outros renomados, no segundo século.

### Pérgamo
Pérgamo foi a maior cidade no oeste da Ásia Menor nos tempos do Novo Testamento. Pérgamo foi a primeira cidade do Império Romano a construir um templo dedicado ao Imperador Domiciano. Está situada em um espaçoso vale, a 26 quilômetros do mar Egeu, naquilo que é hoje a Turquia. Séculos antes de Cristo, Pérgamo foi a capital de um império independente (ver Dinastia Atálida). Seus templos impressionantes, biblioteca e recursos médicos fizeram de Pérgamo um renomado centro cultural e político. No tempo em que o Apocalipse estava sendo escrito, Pérgamo tornou-se parte do Império Romano, mas por causa da localização e importância, os romanos usaram-na como centro administrativo da província da Ásia.

### Tiatira
Tiatira era um centro comercial na Ásia Menor (moderna Turquia). Estava localizada num fértil vale no qual passavam rotas de comércio. Embora destruída por um terremoto durante o reino de Augusto (27 a.C.-14 d.C.), Tiatira foi reconstruída com a ajuda romana. Produtos têxteis eram os mais importantes em Tiatira . Uma das comerciantes de roupas da cidade era uma mulher chamada Lídia, que conduzia negócios em lugares distantes como Filipos.

### Sardes
Sardes foi uma das cidades legendárias da Ásia Menor, onde hoje é a Turquia. No século VII a.C., Sardes foi a capital da Lídia. Ouro foi encontrado no rio próximo de Sardes e reis que moravam lá foram renomados por sua riqueza. O Império Sassânida capturou Sárdis no século VI e fez dela um centro administrativo para a parte oeste do seu império. A famosa "estrada real" conectava Sárdis com outras cidades do leste. Nos tempos do Novo Testamento, Sardes foi parte da província Romana da Ásia.

### Filadélfia
Filadélfia (Philadelphia) fica num vale aos pés de um platô montanhoso. Os reis de Pérgamo fundaram Filadélfia como um posto avançado do seu reino no século II a.C.. A cidade estava localizada ao longo de uma importante estrada que ligava Pérgamo ao norte com Laodiceia ao sul. Nos tempos do Novo Testamento, Filadélfia fazia parte da província Romana da Ásia. A cidade foi devastada por um terremoto em 17 d.C. e por um tempo as pessoas viveram com medo de tremores. A cidade foi reconstruída com ajuda do imperador Tibério. O nome Filadélfia significa amor fraternal.
Hoje é ocupada pela cidade turca de Alaşehir, situada a 130 km ao leste de Esmirna.

### Laodiceia
Laodiceia fica no principal cruzamento de estradas dos vales da Ásia Menor, no que é hoje a Turquia. A cidade estava situada numa montanha que dava para um vale fértil e majestosas montanhas. Nos tempos romanos, a cidade era um importante centro de administração e comércio. As questões de justiça da região eram ouvidas em Laodiceia e fundos eram depositados nos bancos da cidade para segurança. Embora danificada por terremotos durante o reino de Augusto (27 a.C. - 14 d.C.) e novamente em 60 d.C., a cidade continuou reconstruindo e prosperando.
Antigamente, a água da cidade vinha de aquedutos das fontes termais ao sul da cidade. Até chegar a Laodiceia, a água ficava morna.